# Vilcabamba (Ecuador)
Vilcabamba è un villaggio nella regione meridionale dell'Ecuador di circa 5 000 abitanti, situato nella provincia di Loja, a circa 45 km (28 miglia) dalla città di Loja.

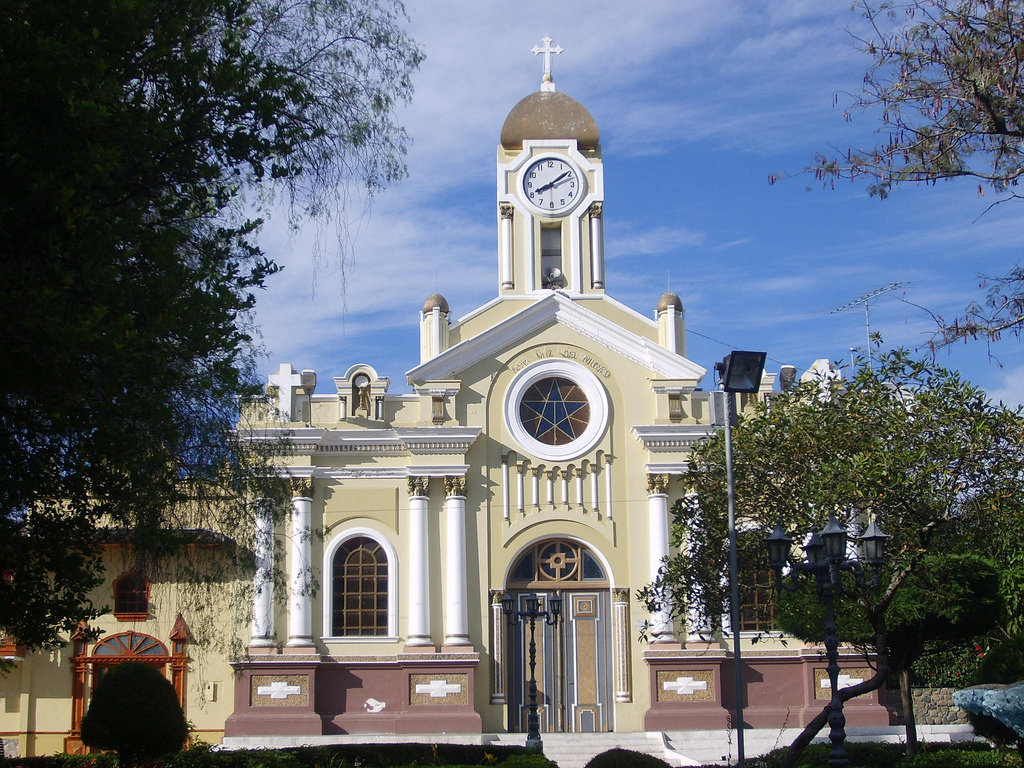
Chiesa nella piazza principale di Vilcabamba

L'etimologia del "Vilcabamba" pare derivi dal quechua "huilco pamba" (o hullopamba). Huilco denota gli alberi sacri, Anadenanthera colubrina, che abitano la regione e pamba è una parola che significa "valle". La zona è stata denominata "Playground degli Inca ", che si riferisce al suo uso storico come rifugio per gli Inca. La valle è sovrastata da una montagna chiamata Mandango, la Sleeping Inca.

## Reputazione di longevità
Situato in una vallata storica e paesaggistica, è una destinazione comune per i turisti, anche poiché è opinione diffusa che gli abitanti siano dotati di particolare longevità.
I motivi di questa supposta longevità non sono chiari, né provati. Studi francesi hanno affermato che la dieta e lo stile di vita degli abitanti possano essere fattori concorrenti, teoria confermata anche da medici di Quito. Richard Laurence Millington Synge, Premio Nobel per la chimica, ha sostenuto la presenza di elementi medicinali nella flora di certe località vicino all'equatore. Vilcabamba è situata in tale raggio..
Nel 1973, Alexander Leaf, della Harvard Medical School ha raccontato per la prima volta le vicende della valle per il National Geographic Magazine. Nel 1981, il governo ecuadoriano ha commissionato al giornalista medico Morton Walker uno studio sulla popolazione. Nel suo libro, The Secret to a Youthful Long Life, Walker racconta che la fonte idrica da cui attingono gli abitanti di Vilcamamba sarebbe composta d'acqua ricca di minerali. È stato suggerito anche che il clima della regione, mediamente costante e senza grandi variazioni, contribuirebbe all'età avanzata degli abitanti.
Secondo The Bewildering History of the History of Longevity di Peter Laslett, "le variazioni geografiche nell'incidenza inerente alla longevità sono senza dubbio una realtà, ma una migliore sopravvivenza generale non dimostra sistematicamente un aumentare della probabilità di giungere ad età avanzata: analisi di queste teorie le hanno condannate come del tutto infondate".